# Luís Onmura
Luís (eller Luiz) Onmura, född 29 juni 1960 i São Paulo, död 1 november 2024 i Santos, var en brasiliansk judoutövare.
Han tog OS-brons i herrarnas lättvikt i samband med de olympiska judotävlingarna 1984 i Los Angeles.